# Coenotephria incultaria
Coenotephria incultaria là một loài bướm đêm trong họ Geometridae.